# Väinö Penttala
Väinö Penttala (Isokyrö, 16 gennaio 1897 – Isokyrö, 28 febbraio 1976) è stato un lottatore finlandese, specializzato nella lotta libera.

## Palmarès

### Olimpiadi
- Argento a Anversa 1920 nei pesi medi.